# 古格山
06°12′N 37°30′E / 6.200°N 37.500°E
古格山（英語：Gughe）是埃塞俄比亞的山峰，位於該國南部，處於南方民族、部落和人民州，距離首都亞的斯亞貝巴300公里，海拔高度4,200米，每年平均降雨量1,786毫米。